# Türkmenkarahöyük
Türkmenkarahöyük ist ein früheres Dorf im Bezirk Çumra der türkischen Provinz Konya. Seit einer Gebietsreform ist Türkmenkarahöyük eine Mahalle des Bezirkszentrums Çumra. Der Ort liegt in der Konya-Ebene (türkisch Konya ovası) etwa 20 Kilometer östlich von Çumra und 50 Kilometer südöstlich der Provinzhauptstadt Konya. Über Landstraßen ist er mit Çumra im Westen und Karapınar im Osten verbunden.
Nördlich des Ortes liegt ein Felshügel, auf dem und in dessen Umgebung an der Oberfläche zahlreiche antike Zeugnisse, vornehmlich Keramikscherben, gefunden wurden, die sich bis in die späte Kupfersteinzeit, etwa 4500 v. Chr., datieren lassen. In hethitischer und späthethitischer Zeit war der Fundort, der in der Forschung unter Türkmen-Karahöyük firmiert, vermutlich von größerer Bedeutung. Davon zeugt auch eine Inschrift des Herrschers Hartapu, die östlich des Hügels in einem Bewässerungskanal ans Licht kam.